# The Friday Night Boys
The Friday Night Boys (förkortas FNB) är ett poppunkband från Fairfax, Virginia. Bandet bildades i USA 2006. 
Bandet släppte själva The Sketch Process våren 2008 och i augusti samma år skrev de kontrakt med skivbolaget Fueled by Ramen för att strax därefter släppa EP:n That's What She Said. I juni 2009 släppte bandet sin första fullängdare Off The Deep End tillsammans med producenten Emanuel Kiriakou. 

## Bandmedlemmar
- Andrew Goldstein Sång, gitarr, keyboard>
- Robby Dallas Reider Bas
- Mike Toohey Gitarr, sång
- Chris Barrett Trummor, sång

## Diskografi
Off the Deep End (2009)
1. Permanent Heartbreak
2. Stupid Love Letter
3. Suicide Sunday
4. She's Finding Me Out
5. Stuttering
6. Can't Take That Away
7. How I Met Your Mother
8. Hollow
9. The First Time [Natalie's Song]
10. Molly Makeout
11. Unforget You
12. Sorry I Stole Your Girl

That's What She Said EP (2008)
1. Chasing a Rock Star
2. That's What She Said
3. Celebrity Life
4. High School
5. Thursday Night Pregame

The Sketch Process EP (2008)
1. That's What She Said
2. Give It Up
3. High School
4. Superman (Save You)
5. You Do, You Don't
6. Thursday Night Pregame

## Musikvideoer
- Stupid Love Letter 2010
- Stuttering 2009